# Saint-Saulve
Saint-Saulve is een gemeente in het Franse Noorderdepartement (Frans: département du Nord) in de regio Hauts-de-France. De verstedelijkte gemeente telde op 1 januari 2022 11.121 inwoners en ligt in het noordoosten van de agglomeratie van de stad Valenciennes.
Tot 22 maart 2015 maakte de gemeente deel uit van het kanton Anzin. Op die dag werden de kantons van Valenciennes opgeheven en werden de delen van de gemeente Valenciennes samengevoegd tot een nieuw kanton Valenciennes waarbij alleen nog de gemeente Saint-Saulve werd toegevoegd. Beide kantons maken deel uit van het arrondissement Valenciennes.

## Geografie
De oppervlakte van Saint-Saulve bedroeg op 1 januari 2022 12,06 vierkante kilometer; de bevolkingsdichtheid was toen 922,1 inwoners per km².

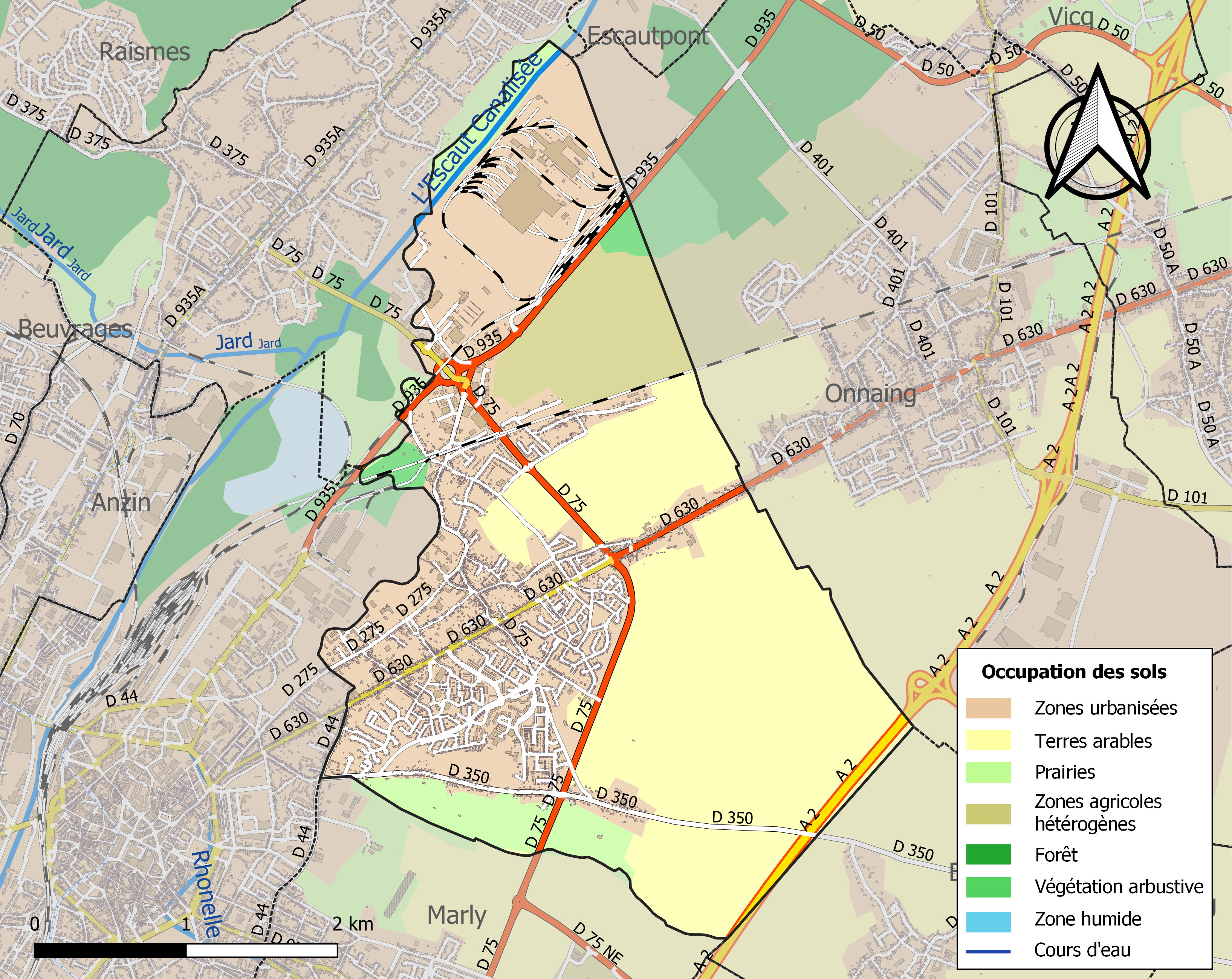
Kaart van de gemeente met belangrijkste infrastructuur, bodemgebruik en omliggende gemeenten

## Bezienswaardigheden
- De Sint-Martinuskerk (Église Saint-Martin) is een neogotisch kerkgebouw van 1865.
- De moderne kapel van de karmelieten (Carmel de Saint-Saulve) van 1966 werd ontworpen door de kunstenaar Pierre Szekely en architect Claude Guislain. De kapel werd 2002 ingeschreven als monument historique.
- De Sint-Johannes-de-Doperkapel (Chapelle Saint-Jean-Baptiste) is een moderne bakstenen kapel met glas-in-betonvenster en gebogen contouren, uit 1979. De kapel is aangebouwd aan een appartementencomplex.

## Natuur en landschap
Saint-Saulve ligt aan de Schelde en aan de rand van de agglomeratie van Valenciennes. 
De plaats kent zware industrie. De hoogte aan de kerk bedraagt 32 meter.

## Economie
Saint-Saulve was een belangrijk centrum van steenkoolmijnen. De eerste concessie werd in 1810 verleend. Ook is er een staalfabriek (Saarstahl Ascoval) waar vlamboogovens in bedrijf zijn.

## Demografie
Onderstaande figuur toont het verloop van het inwonertal (bron: INSEE-tellingen).

## Verkeer en vervoer
Op de zuidoostelijke grens van gemeente loopt de snelweg A2/E19.

## Geboren
- Marion Rousse (1991), wielrenster en presentatrice

## Nabijgelegen kernen
Valenciennes, Marly, Onnaing, Bruay-sur-l'Escaut